# Eragrostis paradoxa
Eragrostis paradoxa är en gräsart som beskrevs av Georg Oskar Edmund Launert. Eragrostis paradoxa ingår i släktet kärleksgrässläktet, och familjen gräs. Inga underarter finns listade i Catalogue of Life.